# Ptychopyxis chrysantha
Ptychopyxis chrysantha là một loài thực vật có hoa trong họ Đại kích. Loài này được (K.Schum.) Airy Shaw miêu tả khoa học đầu tiên năm 1960.